# サマーゴースト
『サマーゴースト』（英題：Summer Ghost）は、FLAT STUDIO制作の日本の短編アニメーション映画。2021年11月12日より全国で公開された。

## 概要
原案と監督は、これが監督デビュー作となるイラストレーターのloundrawが担当した。小説『君の膵臓をたべたい』の装画や劇場版『名探偵コナン』シリーズのイメージボードを手がけたことで知られるloundrawは、本作でもキャラクターデザインをはじめ背景美術や作画などの実制作にも参加している。脚本は『GOTH リストカット事件』で第3回本格ミステリ大賞を受賞した、作家にして映画監督でもある安達寛高（乙一）が手がけた。
本作はloundrawが描いた一枚のイラストから生まれた現代青春群像劇で、高校生たちを主人公に都市伝説として囁かれる"サマーゴースト"を巡る忘れられない"ひと夏の出逢い"を描いている。
また、通信教育のZ会からloundrawへの「様々な悩みや葛藤を抱えながら今を生きる若者たちへ、彼らを励まし応援するメッセージとなる映像を制作して欲しい」というオファーをきっかけにコラボレーションが実現。『サマーゴースト』の世界に存在するもうひとつの物語として、監督・演出・キャラクターデザイン・作画監督・美術監督・撮影監督・編集の全てをloundrawが担ったコンセプトムービー『一番近くて遠い星』が制作された。これはZ会にとって、2014年の新海誠監督の短編『クロスロード』に続く約7年ぶりのアニメーション作品とのコラボレーションである。

## あらすじ
高校生の杉崎友也、春川あおい、小林涼の3人は、それぞれ家族や友人、将来について悩みを抱えていた。インターネットを通じて知り合った彼らは、花火をすると現れると噂される若い女性の幽霊"サマーゴースト"に会いに行こうと思い立つ。

## 登場人物
杉崎 友也（すぎさき ともや）
声 - 小林千晃
受験を控える高校3年生。絵を描くことが好きだが、親に逆らえないため、自分の夢に踏み出せず、進むべき道を見出せずにいる。
春川 あおい（はるかわ あおい）
声 - 島袋美由利
スクールカーストに悩む高校2年生。学校でいじめられている彼女はどこにも居場所がないと感じている。優しい性格だが、本心を表に出すのが苦手。
小林 涼（こばやし りょう）
声 - 島﨑信長
高校3年生。病により未来が閉ざされたことに諦観の念を抱いている。
佐藤 絢音（さとう あやね）
声 - 川栄李奈
夏の間、花火を上げると現れる若い女性の幽霊。

## スタッフ
- 原案・監督・キャラクター原案 - loundraw
- 脚本 - 安達寛高（乙一）
- 音楽 - 小瀬村晶、当真伊都子、Guiano、HIDEYA KOJIMA
- アニメーション制作 - FLAT STUDIO
- 企画 - FLAGSHIP LINE
- 製作・配給 - エイベックス・ピクチャーズ

## 制作
loundrawが2018年9月29日に「Summer Ghost」の絵を投稿したことが制作の切っ掛けとなり、その時の心境についてこう明かしている。
そして映画の制作・初監督にあたり、「作品を通して生きるということと、もう一度自身の気持ちを確かめると同時に、その気持ちは正論で語れるほど単純ではなく、かつ綺麗事では片づけられない弱さや身勝手さも形として残すべきである」とも語っている。

## メディアミックス

### 小説
脚本を担当した乙一による映画本編のストーリーを軸により踏み込んだ物語を描いたノベライズ作品『サマーゴースト』と、同じく乙一によりその姉妹作として"花火と幽霊"をモチーフに執筆されたオリジナル小説『一ノ瀬ユウナが浮いている』が発売された。『一ノ瀬ユウナが浮いている』は『サマーゴースト』を制作する際に乙一が提出した3つのプロットのうち、映画に使用されなかったものの1つを小説として執筆したものである。
- loundraw（原案）、乙一（小説）『サマーゴースト』集英社、2021年10月29日発売[8]、ISBN 978-4-08-790061-3
- 乙一『一ノ瀬ユウナが浮いている』集英社、2021年11月26日発売[9]、ISBN 978-4-08-790063-7

### 漫画
井ノ巳吉によるコミカライズ作品が『となりのヤングジャンプ』にて2021年10月8日から2022年6月3日まで連載された。
- loundraw（原案）、安達寛高（乙一）（映画脚本）、井ノ巳吉（漫画） 『サマーゴースト』集英社〈ヤングジャンプコミックス〉、全2巻
  1. 2021年11月19日発売[10]、ISBN 978-4-08-892137-2
  2. 2022年6月17日発売[11]、ISBN 978-4-08-892231-7